# هلنوس ۱۸۷۲

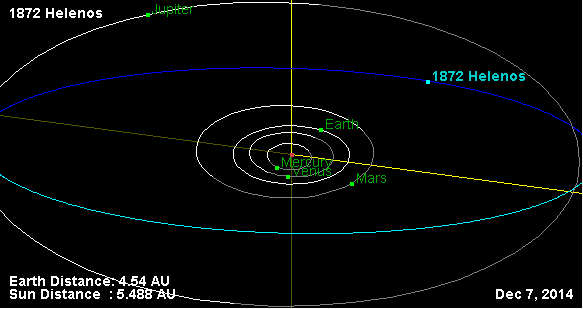
مدار سیارک ۱۸۷۲ و موقعیت آن (بالا، سمت راست تصویر) در منظومه شمسی

سیارک ۱۸۷۲ (به انگلیسی: 1872 Helenos، نامگذاری:1971FG) هزار و هشتصد و هفتاد و دومین سیارک کشف شده‌است که در ۲۴ مارس ۱۹۷۱ کشف شد.
قدر مطلق سیارک برابر ۱۱٫۲۰ است.